# Werner Wolff
Pour les articles homonymes, voir Wolff.
Werner Wolff (28 novembre 1922 – 19 ou 29 mars 1945) était un SS-Obersturmführer (lieutenant SS) dans la 1re Panzerdivision SS Leibstandarte-SS-Adolf Hitler qui fut décoré de la Croix de chevalier de la Croix de fer, la plus haute distinction militaire de l’Allemagne nazie.

## Biographie
Werner Wolff naît en 1922 dans le Territoire de Memel d'un père qui exerce la profession de docker. Après l'annexion de Memel au Troisième Reich il s'engage à la Hitlerjugend. Il s'enrôle à la SS et est accepté pour le service actif à la 1re Panzerdivision SS Leibstandarte-SS-Adolf Hitler au cours de l'été 1940. Sa conduite durant l'opération Barbarossa lui vaut la croix de fer de deuxième classe.
Il suit les cours de la SS-Junkerschule Bad Tölz entre novembre 1941 et avril 1942 pour être promu Untersturmführer le 21 juin 1942.  Il admire Joachim Peiper, dont il est un des subordonnés préférés, et le considère comme un modèle.  
Le 12 juillet 1943, au cours de l'opération Citadelle, alors qu'il se bat près de Prokhorovka Peiper dépêche son aide de camp Wolff pour prendre le commandement de la 13e compagnie qui a perdu son chef. Peiper apprécie son attitude et le décrit comme un roc dans la tourmente. Son action lui vaudra de se voir décerner la croix de chevalier le 7 août 1943,. 
Au printemps 1944, sur l'insistance de Peiper, Wolff est nommé commandant de la 7e compagnie de Panzer de la Leibstandarte bien qu'il ne dispose pas des qualifications nécessaires. Peiper ayant fait venir sa fiancée de la Baltique en Belgique où est stationnée son unité, Wolff se marie le 16 juin 1944 selon les rites SS créés par Heinrich Himmler.  Le lendemain la Leibstandarte reçoit son ordre de marche pour le front de Normandie.  
Le 12 juillet 1944, au cours de la bataille de Normandie, Wolff se signale particulièrement au cours de la défense de Tilly-sur-Seulles, au cours de laquelle il contribue par son action à repousser les attaques menées par les hommes du régiment canadien Nova Scotia Highlanders. Après les combats, il fait transférer vers l'état major régimentaire dix prisonniers canadiens mais donne l'ordre à ses hommes d'achever cinq blessés canadiens incapables de marcher. Il est gravement blessé plus tard lors des combats en Normandie
Selon certaines sources il est tué le 19 mars 1945 en Hongrie lors de l'opération Frühlingserwachen, selon d'autres, il meurt dix jours plus tard, le 29 mars 1945 à l'hôpital militaire de Götzendorf en Basse-Autriche. Joachim Peiper, son chef d'unité, dit de lui : « Werner Wolff a connu le bref parcours d'une comète. Il a surgi en rayonnant pour disparaître aussitôt à nouveau dans le néant ».

## Distinctions
- Croix de fer (1939)
  - 2e classe
  - 1re classe
- Insigne de destruction de blindés en Argent
- Médaille du Front de l'Est
- Agrafe de la liste d'honneur de la Heer
- Croix de chevalier de la Croix de fer le 7 août 1943 en tant que SS-Untersturmführer et adjudant du IIIe Panzergrenadier-Regiment SS de la Leibstandarte SS Adolf Hitler[14][Note 1]